# Магнитный анизометр
Магнитный анизометр — прибор для определения магнитной анизотропии, разработанный Н. С. Акуловым в 1930-е годы благодаря развитии теории ферромагнетизма и созданию ферромагнитных сплавов. Широко применяется для определения ферромагнитной анизотропии у монокристаллов и текстурированных материалов; также есть анизометры для измерения магнитной анизотропии других материалов в производственных условиях (без вырезки образца).

## Принцип действия
Принцип варьируется от типа. Так, в одном из наиболее распространённых типов исследуемый образец помещается в однородное магнитное поле {\displaystyle H}. Если поле направлено вдоль оси лёгкого намагничивания {\displaystyle OO}, то происходит намагничивание образца, иначе вектор намагниченности {\displaystyle I} займёт промежуточное положение между полем и осью. Вектор раскладывается на компоненты {\displaystyle I_{||}} и {\displaystyle I_{T}}; вторая компонента создаёт момент вращения {\displaystyle M=I_{T}\times H}, который стремится повернуть образец точно так же, как геомагнитное поле поворачивает магнитную стрелку из положения «восток — запад» в положение «север — юг». Момент вращения, вызванный действием магнитного поля, компенсируется моментом, создаваемым упругими элементами прибора.
Угол поворота отсчитывается по шкале, измерения производятся при различных направлениях поля {\displaystyle H} (угол может меняться поворотом магнита от 0 до 180 или 360°). В ходе измерений вычисляется константа анизотропии. Лучшие лабораторные магнитные анизометры позволяют проводить исследования массивных образцов и ферромагнитных плёнок в интервале температур от 1300 К (1027 °C) до гелиевых (около 1 К; —272°С) и в магнитных полях напряженностью до 4000 кА/м (50 кЭ).
В современных магнитных анизометрах изменение ориентации осей {\displaystyle OO} и {\displaystyle H} происходит путём вращения источника магнитного поля на постоянных магнитах; измерение обычно проводится в диапазоне от 100 до 370 К в автоматическом режиме с помощью управляющей и обрабатывающей программ. Современный анизометр крутящего момента включает в себя источник магнитного поля, системы вращения магнита, измерения крутящего момента и регулировки температуры, а также управляющий компьютер и измерительную вставку.

### Энциклопедии
- Анизометр магнитный / И. М. Пузей // Большая советская энциклопедия : [в 30 т.] / гл. ред.  А. М. Прохоров. — 3-е изд. — М. : Советская энциклопедия, 1969—1978.
- Анизометр магнитный // Физическая энциклопедия : [в 5 т.] / Гл. ред. А. М. Прохоров. — М.: Советская энциклопедия (т. 1—2); Большая Российская энциклопедия (т. 3—5), 1988—1999. — ISBN 5-85270-034-7.

### Научные работы
- Акулов Н. С., Брюхатов Н. Л., Метод количественного определения текстуры вальцованного материала, «Журнал экспериментальной и теоретической физики», 1933, т. 3, в. 1, с. 59.
- Пузей И. М., Температурная зависимость энергии магнитной анизотропии в никеле, «Изв. АН СССР. Сер. физическая», 1957, т. 21, № 8, с. 1088.
- Григоров К. В., Магнитный текстурометр, «Заводская лаборатория», 1947, т. 13, № 9, с. 1073.